# Zapotok, Ig
Zapotok je naselje v Občini Ig. Nahaja ob dober kilometer stran ob cesti Ig - Rob. V bližini se nahaja Kurešček (826 m), do katerega z vasi vodi označena pešpot. Kraj je povezan s traso redne avtobusne linije Ig – Visoko – Zapotok .